# Poza de la Vega
Poza de la Vega es un municipio español de la provincia de Palencia, comunidad autónoma de Castilla y León.

## Geografía
Tiene un área de 24,23 km² con una población de 229 habitantes (INE 2011), una densidad de 9,43 hab/km² y se halla a una altitud de 960 m respecto al mar.

## Demografía

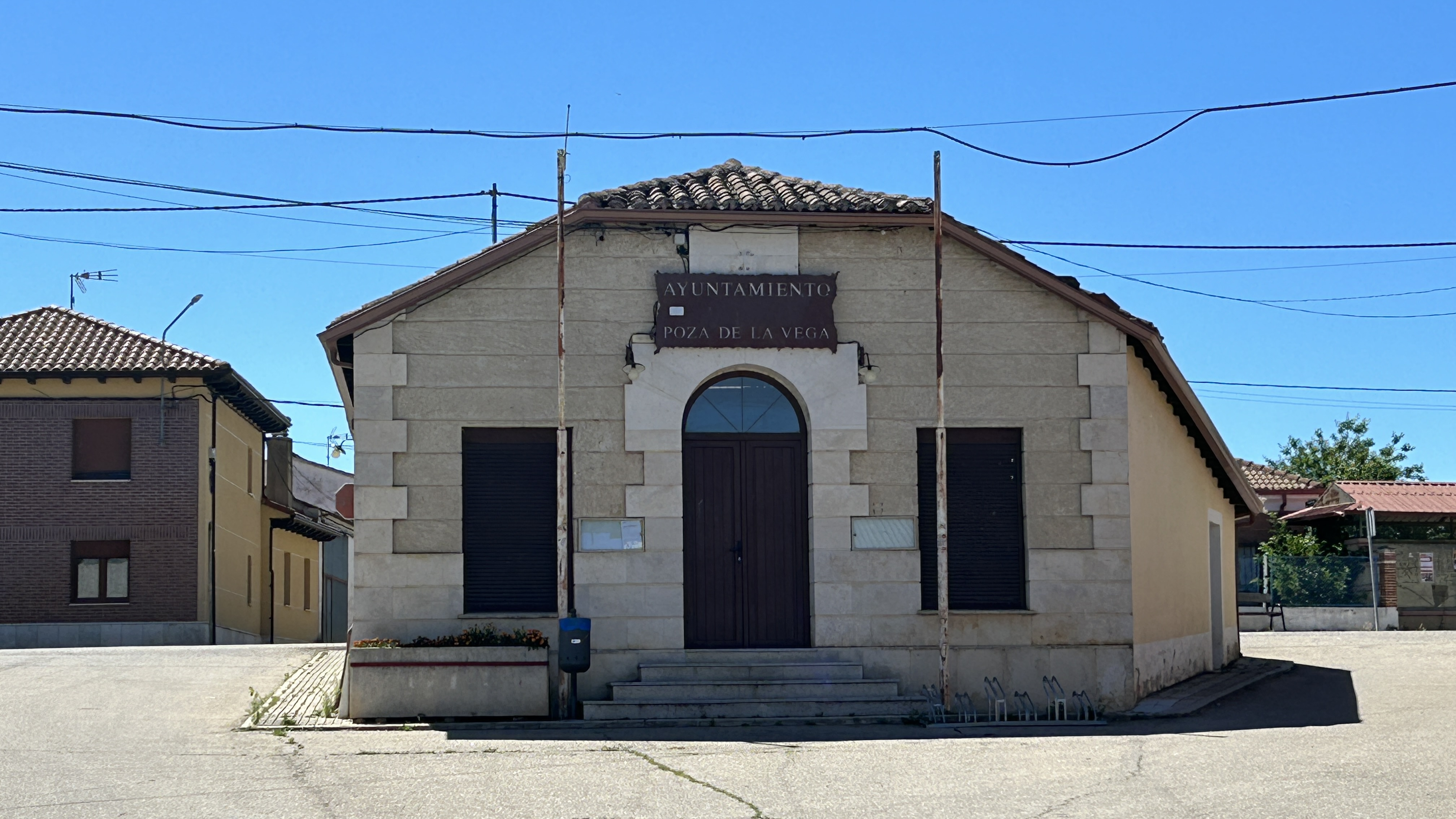
Casa consistorial

Cuenta con una población de 166 habitantes (INE 2024).
| Gráfica de evolución demográfica de Poza de la Vega entre 1842 y 2021                                                 |
| |
| Población de derecho según los censos de población del INE. Población de hecho según los censos de población del INE. |